# Agabus dilatatus
Agabus dilatatus là một loài bọ cánh cứng trong họ Bọ nước. Loài này được Brullé miêu tả khoa học năm 1832.